# Edgar Medina
Edgar Medina (Porto, Abril de 1977) é um showrunner, produtor e argumentista português, fundador da produtora Arquipélago Filmes. 

## Biografia
Edgar Medina nasceu na cidade do Porto em 1977, filho de Edgar Correia e Maria Helena Guimarães de Medina, irmão de Fernando Medina. Obteve o Master in Arts in Filmmaking da London Film School com bolsa da Fundação Calouste Gulbenkian e é licenciado em Física pela Faculdade de Ciências da Universidade de Lisboa.
Foi sócio-fundador da produtora de Macau, Inner Harbour Films, tendo trabalhado em diversos documentários e filmes de ficção  em diversas áreas da produção cinematográfica. 
Em Abril de 2015 fundou a Arquipélago Filmes que se dedica à produção de série de ficção e cinema independente.

## Percurso Profissional
Alguns destaques: 
Autor, argumentista e produtor da série de ficção “Matilha” (RTP1 e Prime Video Portugal). Berlinale Series Selects 2024
Produtor, argumentista e autor com Rui Cardoso Martins da série de ficção Causa Própria , realizada por João Nuno Pinto, em exibição na RTP1.
Co-Autor, argumentista e produtor da série de 9 episódios Sul , com estreia no Festival Internacional de Cinema de Berlim (Berlinale Drama Series Days) de 2019 e exibida pela RTP1 em 2019. Prémio Sophia da Academia Portuguesa de Cinema – Melhor Série/Telefilme; Prémio Autores da Sociedade Portuguesa de Autores–Melhor Programa de Ficção;
Co-argumento da longa-metragem Cartas da Guerra (2016) de Ivo M. Ferreira – Competição principal do Festival Internacional de Berlim, Festival Internacional de Cinema de Hong Kong, Festival Internacional de Cinema de Sidney, entre outros. Prémio Sophia 2017 – Melhor Argumento Adaptado; Prémio Caminhos do Cinema Português–Melhor argumento adaptado
Co-produtor e co-argumentista da longa-metragem “Hotel Império”, realizada por Ivo M. Ferreira – Pingyaou International Film Festival (2018), Mostra de São Paulo (2018), IFFA Macau (2018);
Produtor do documentário “Mio Pang Fei” (2014), realizado por Pedro Cardeira - Competição Nacional DOCLISBOA; Competição do 5th China Academy Awards of Documentary Film;
Produtor e realizador da curta-metragem "Caiu"
Produtor das curtas-metragens: 2720 (Basil da Cunha), Pê (Margarida Vila-Nova) e Equinócio (Ivo M. Ferreira), 